# Jaime Duro
Jaime Duro (4 de noviembre de 2000) es un deportista español que compite en piragüismo en la modalidad de maratón.
Ganó dos medallas de plata en el Campeonato Mundial de Piragüismo en Maratón, en los años 2022 y 2024, y dos medallas en el Campeonato Europeo de Piragüismo en Maratón de 2025.

## Palmarés internacional
| Campeonato Mundial | Campeonato Mundial       | Campeonato Mundial | Campeonato Mundial |
| Año                | Lugar                    | Medalla            | Competición        |
| ------------------ | ------------------------ | ------------------ | ------------------ |
| 2022               | Ponte de Lima (Portugal) | Medalla de plata   | C1 (DC)            |
| 2024               | Metković (Croacia)       | Medalla de plata   | C2                 |
| Campeonato Europeo |                          |                    |                    |
| Año                | Lugar                    | Medalla            | Competición        |
| 2025               | Ponte de Lima (Portugal) | Medalla de oro     | C1 (DC)            |
| 2025               | Ponte de Lima (Portugal) | Medalla de plata   | C2                 |